# Miguel Amorós
Miguel Amorós (Valencia, 9 aprile 1949) è un anarchico, storico e saggista spagnolo.

## Biografia
Nipote di anarchici, Miguel Amorós si avvicinó all'anarchismo nel 1968. Negli anni settanta partecipò alla fondazione di diversi gruppi anarchici, tra i cuali Bandera Negra, Tierra Libre, Barricada, Los Incontrolados e Trabajadores por la Autonomía Obrera y la Revolución social. Fu incarcerato durante la dittatura franchista prima di esiliarsi in Francia.
L'anarchismo di Miguel Amorós si ispira all'autogestione, la sovversione della vita quotidiana, la storia dei consigli operai, così come ai movimenti che denunciano al sindacalismo come una forma di lotta ingannosa e la morale operaia come razionaria. Le sue idee sono vicine a quelle del movimento situazionista e le correnti anti-industriali. Miguel Amorós era in contatto con Guy Debord agli inizi degli anni ottanta. Partecipò alla diffusione dei Comunicados de la prisión de Segovia nel 1980, il cui autore dei testi (A los libertarios) era proprio Guy Debord. Durante la Transizione spagnola mantenne posizioni assemblearie a favore dell'autonomia operaia.
Tra il 1984 ed il 1992, Miguel Amorós fece parte del gruppo redattore della rivista francese post-situazionista Encyclopédie des Nuisances assieme a Jaime Semprún.

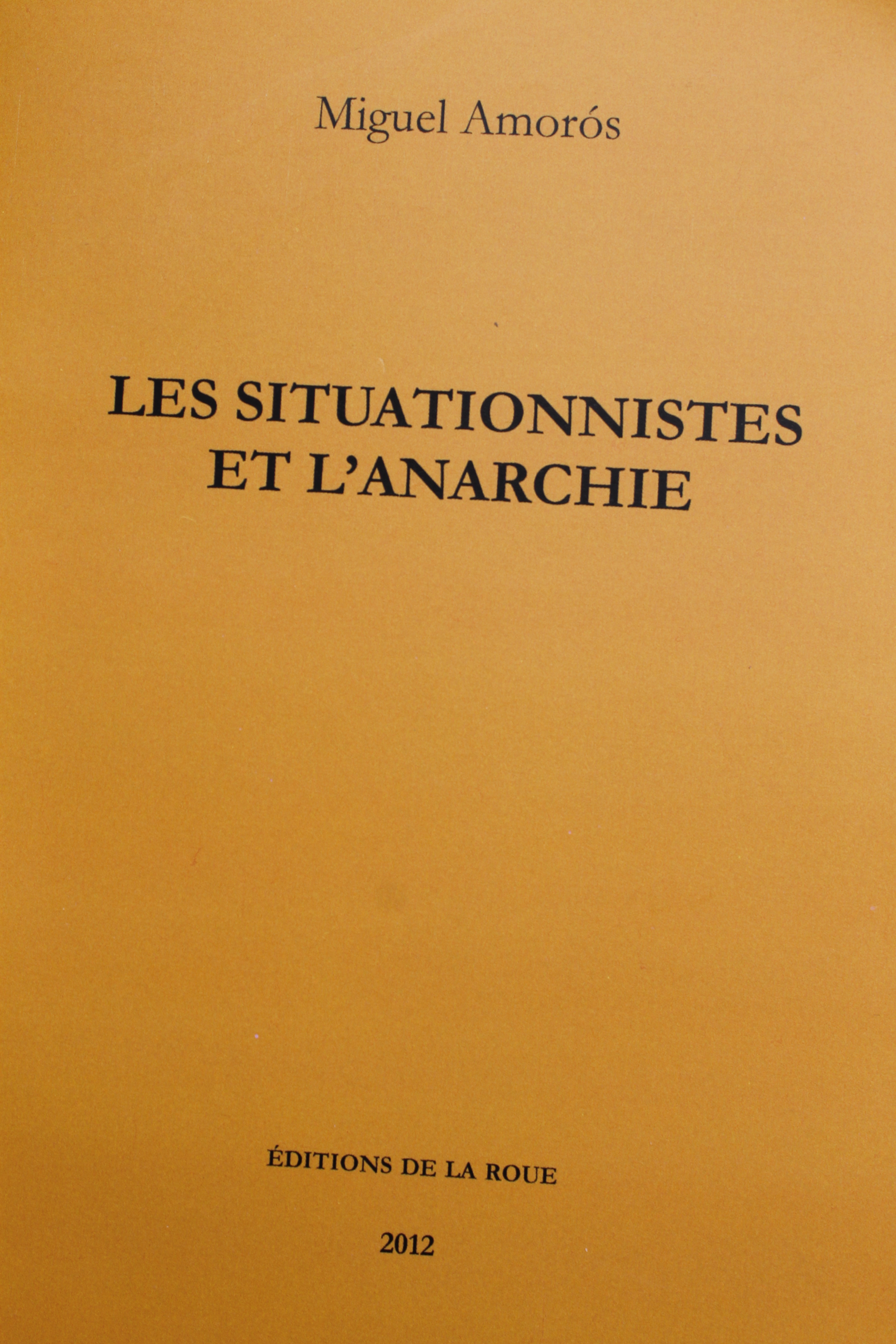
Les Situationnistes et l'Anarchie

Miguel Amorós ha scritto numerosi articoli per la stampa libertaria come Los amigos de Ludd. Ha anche tenuto diverse conferenze su questioni sociali, in particolare sull'ideologia del progresso ed i pregiudizi che crea. I suoi libri più conosciuti sono La Revolución traicionada. La verdadera historia de Balius y Los Amigos de Durruti (2003) e Durruti en el laberinto (2006).
Nel 2009 pubblicò una biografia dell'anarchico valenciano José Pellicer, fondatore de La Columna de Hierro durante la Guerra civile spagnola, che fece da filo conduttore allo studio dell'anarchismo nel levante spagnolo. Nel 2011 analizzò l'anarchismo in andalusia attraverso la biografia di Francisco Maroto.
Nel giugno 2012, Miguel Amorós pubblicò Salida de emergencia, libro sulla siutazione sociale attuale ed i problemi energetici Nel febbraio 2014, pubblicò una nuova edizione del Manuscrito encontrado en Vitoria, testo classico del movimento operaio autonomo spagnolo scritto originariamente nel 1976 dal proprio Amorós e Jaime Semprún, sotto il nome di Los Incontrolados.
Nel 2014 pubblicò 1968. El año sublime de la acracia, che analizza le rivolte degli studenti a Madrid negli anni sessanta ed in particolare l'azione del gruppo Los Ácratas.
Nell'aprile del 2015, pubblicò Los incontrolados de 1937, un libro sulla vita dei nove membri del gruppo rivoluzionario Los Amigos de Durruti. Partendo dalla determinazione rivoluzionaria e la qualità umana di questi militanti proletari, Amorós ricostruisce la materia dell'ultima rivoluzione operaia, quella che va dal 16 luglio 1936 all'8 marzo 1937.
Attualmente è coeditore della rivista libertaria  Argelaga.

## Durruti en el laberinto
Nel suo libro Durruti en el laberinto pubblicato nel 2006, Amorós racconta con precisione il ruolo di Buenaventura Durruti nello sviluppo della Rivoluzione anarchica spagnola. Amorós mostra in che modo Durruti ed i suoi compagni della Colonna Buenaventura Durruti furono traditi dalle diverse burocrazie dello schieramento repubblicano (Governo centrale, Generalidad de Cataluña, Partito comunista), includendo la burocrazia della Confederación Nacional del Trabajo (CNT), che intenzionalmente provarono a fermare i proposito rivoluzionari di Durruti fino ad attrarlo all'inganno che lo portò alla morte.
Durruti en el laberinto è stato ripubblicato nel 2014 da Virus Editorial, con l'aggiunta di nuovi testimoni che sostengono le tesi delle responsabilità degli agenti stalinisti nella morte di Durruti con la complicità della burocrazia della CNT al governo.

## Opere

### Libri
- (ES) Miguel Amorós, No le deseo un Estado a nadie, Pepitas de calabaza, 2018, ISBN 978-84-17386-01-6.
- (ES) Miguel Amorós, Filosofía en el tocador, Virus editorial, 2016, ISBN 978-84-608-5532-3.
- Miguel Amorós, Breve storia della sezione italiana dell'Internazionale Situazionista, 2015
- (ES) Miguel Amorós, Los incontrolados de 1937. Biografías militantes de los Amigos de Durruti, Aldarull, 2015.
- (ES) Miguel Amorós, La mirada hacia atrás. Trayectoria revolucionaria de Joaquín Pérez Navarro, Ediciones Octubre del 36, 2015.
- (ES) Miguel Amorós, 1968. El año sublime de la acracia, Muturreko Burutazioak, 2014.
- (ES) Miguel Amorós, Rock para principiantes, El Salmón/Argelaga, 2014.
- (ES) Miguel Amorós, Los Incontrolados, Manuscritos encontrados en Vitoria, Pepitas de calabaza, 2014.
- (ES) Comité Irradiés, Fisuras en el consenso. Antología de escritos del Comité Irradiés de tous les pays, unissons-nous! 1987-1994, Muturreko Burutazioak, 2013.
- (ES) Miguel Amorós, Francisco Carreño y los arduos caminos de la anarquía, Asociación Isaac Puente, 2013.
- (ES) Miguel Amorós, Salida de emergencia, Pepitas de Calabaza, 2012, ISBN 978-84-939437-9-0.
- (ES) Miguel Amorós, Maroto, el héroe, una biografía del anarquismo andaluz, Virus editorial, 2011, ISBN 978-84-92559312.
- (ES) Miguel Amorós, Perspectivas antidesarrollisas, Germinal, 2011.
- (ES) Miguel Amorós, José Pellicer. El anarquista íntegro, vida y obra del fundador de la heroica Columna de Hierro, Virus editorial, 2009, ISBN 978-84-92559-02-2.
- Miguel Amorós, A carne viva. Exabruptos anticapitalistas, Corsáris, 2009.
- (ES) Miguel Amorós, Los situacionistas y la anarquía, Muturreko Burutazioak, 2008, ISBN 978-84-88455-98-7.
- (ES) Miguel Amorós, Desde abajo y desde afuera, Ediciones Brulot, 2007.
- (ES) Miguel Amorós, Registro de catástrofes, Ediciones Anagal, 2007.
- (ES) Miguel Amorós, Durruti en el laberinto, Muturreko Burutazioak, 2006, ISBN 978-84-96044-73-9.
- (ES) Miguel Amorós, Durruti en el laberinto, Virus Editorial, 2014.
- (ES) Miguel Amorós, Andreu Amorós, José Peidro de la CNT: retazos del movimiento obrero y la guerra civil en Alcoi y Vila-Real, 2005.
- (ES) Miguel Amorós, Golpes y contragolpes, Pepitas de Calabaza, 2005, ISBN 84-96044-63-7.
- (ES) Miguel Amorós, Las Armas de la crítica, Muturreko Burutazioak, 2004, ISBN 84-96044-45-9.
- (ES) Miguel Amorós, La Revolución traicionada. La verdadera historia de Balius y los Amogos de Durruti, Virus Editorial, 2003, ISBN 84-96044-15-7.
- (FR) Miguel Amorós, Correspondance (Guy Debord), volume 6, 2007.
- (FR) Autori vari, La lampe hors de l'horloge. Éléments de critique anti-industrielle, Éditions de la Roue, 2014.
- (FR) Autori vari, Le gouvernement par la peur au temps des catastrophes. Réflexions anti-industrielles sur les possibilités de résistance, Éditions de la Roue, 2013.

### Traduzioni
- (ES) Jaime Semprún, La nuclearización del mundo, Pepitas de Calabaza, 2007.
- (ES) Encyclopédie des Nuisances, Contra el despotismo de la velocidad, Virus editorial.
- (ES) Autori vari, Un terrorismo en busca de dos autores, Muturreko Burutazioak, 1999.
- La città totalitaria (archiviato dall'url originale il 20 settembre 2020), Torino, Nautilus, 2009.
- Primitivismo e storia (archiviato dall'url originale il 5 maggio 2019), Torino, Nautilus, 2018.